# Perama schultesii
Perama schultesii är en måreväxtart som beskrevs av Julian Alfred Steyermark. Perama schultesii ingår i släktet Perama och familjen måreväxter.
Artens utbredningsområde är Colombia. Inga underarter finns listade i Catalogue of Life.